# Asa Hall
Asa Philip Hall (Dudley, 1986. november 29. –) angol labdarúgó, jelenleg a Torquay United középpályása.

## Karrier

### Birmingham City
Hall West Midlandsben, Dudley városában született. Pályafutását a Wolverhampton Wanderers ificsapatában kezdte, mielőtt a Birmingham Cityhez került, és 17 évesen aláírta első profi szerződését. 18 évesen stabil tagja volt a tartalékcsapatnak. A Birmingham City akadémiájának igazgatója, Stewart Hall nagy tehetséget fedezett fel benne, "a legnagyobb tehetség az U18-ban", és azt várta tőle, hogy az első csapatban harcoljon ki helyet. 2005 márciusában debütált az angol U19-es csapatban, majd májusban őt választották a Birmingham legjobb fiatal játékosának a 2004–05-ös szezonban. Később az U20-as válogatottban is játszott.

#### Kölcsönjátékok
Hall 12 Football League-meccsen játszott azalatt a három hónap alatt, amelyet a negyedosztályú Boston Unitednél töltött kölcsönben a 2005–06-os szezonban. A 2006–07-es szezon előtt egyéves szerződést kötött a Birminghammel, az utolsó hónapot az Ashford Townnál töltötte, ismét kölcsönben, majd a 2007–08-as szezon előtt további egy évre aláírt a Birminghamhez.
2008 januárjában Hall a szezon hátralevő részére kölcsönbe került a negyedosztályú Shrewsbury Town csapatához. A Shrewsben január 19-én a Morecambe ellen mutatkozott be, a meccs első gólját lőtte, 2–0-ra győztek. Hallnak a Shrewsbury menedzsere, Gary Peters, végleges szerződést ajánlott, de az edzőt márciusban menesztették. Májusban, amikor Hall visszatért Birminghamba, Peters utódja, Paul Simpson is szerződést ajánlott. A Birmingham is szerette volna megtartani. A játékos az elején szeretett volna aláírni, de végül elutasította az ajánlatokat.

### Luton Town
Hall 2008 augusztusában lett a Luton Town játékosa. Az első csapat stabil tagja lett, és segített a klubnak megnyerni a 2009-es Football League Trophyt, az elődöntőben a Brighton & Hove Albion elleni büntetőpárbajban belőtte a maga tizenegyesét. A következő szezonban ismét alapember volt, habár Simon Heslop márciusi érkezése után a padra ültette Richard Money menedzser. Hall május 7-én felbontotta lutoni szerződését, és elhagyta klubját, ahol 89 meccsen 17 gólt lőtt.

### Oxford United

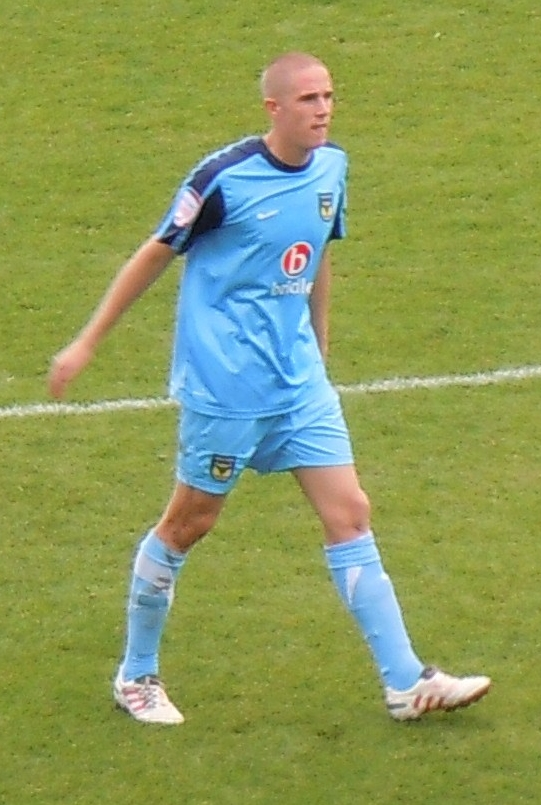
Hall az Oxford United mezében 2010-ben

2010. május 20-án Hall a frissen feljutó Oxford Unitedhoz szerződött két évre. Az első gólját 2011. szeptember 13-án szerezte, a Dagenham & Redbridge ellen. Egy meccsel később, a Hereford United ellen is gólt szerzett, majd 3 nappal később az Aldershot Town FC ellen is sikerült ugyanez.
Hall úgy döntött, nem hosszabbít szerződést az Oxforddal, mivel közelebb akart kerülni midlandsi otthonához.

### Shrewsbury Town
2012 májusában Hall megerősítette, hogy visszatér a Shrewsbury Townhoz júliusban, miután oxfordi szerződése lejár, és másodszor is bemutatkozhatott a 'Buryban: egy Leeds United elleni Ligakupa-meccsen augusztus 11-én. 2013 februárjában Hall kölcsönben az Aldershothoz került, ahol 16 mérkőzésen játszott, mielőtt a szezon végén visszatért volna a Shrewsburyba. 2013 májusában a Shrewsbury menedzsere, Graham Turner azt nyilatkozta, Hallal át kell beszélni a jövőjét, ezután július 3-án még egyszer kölcsönbe küldte, ezúttal az Oxford Unitedhez.
Hall 2014 januárjában tért vissza a Shrewsburyhoz, de Turner tudatosította vele, hogy nem szerepel a terveiben, szabadon távozhat. Ennek ellenére csereként mezszámot kapott a csapat következő, Leyton Orient elleni meccsén. Amikor Turner egy hónappal később távozott, Hall kijelentette marad a klubnál, és megharcol a helyéért, annak ellenére, hogy korábbi oxfordi edzője, Chris Wilder, új csapatához, a Northampton Townhoz invitálta.
A Shrewsbury kiesését követően Hall felbontotta szerződését.

### Cheltenham Town
2014. május 28-án Hall kétéves szerződést írt alá a Cheltenham Townnal.

## Fordítás
Ez a szócikk részben vagy egészben  az   Asa Hall című angol Wikipédia-szócikk ezen változatának fordításán alapul.  Az eredeti cikk szerkesztőit annak laptörténete sorolja fel. Ez a jelzés csupán a megfogalmazás eredetét és a szerzői jogokat jelzi, nem szolgál a cikkben szereplő információk forrásmegjelöléseként.